# Ołowianka
Ołowianka (en alemany Bleihof, que vol dir “illa del plom”), és una illa de Gdańsk situada a l'est del centre urbà. Està envoltada pel riu Motława i la canal Stepka. Hi ha un pla municipal de revitalització d'aquesta zona conegurt com “Davant del riu” (Frontem do rzeki en polonès) que comportaria construir-hi un centre musical i un hotel, entre altres actuacions.
Immediatament darrere de l'illa, darrere del pont sobre el canal Stepka, entre el Museu Marítim, hi opera un ferri que la comunica amb el centre urbà de Gdańsk.

## Història
Durant el temps dels cavallers de l'Orde Teutònic aquesta zona tenia gran importància estratègica com ho demostren els edificis erigits per aquest orde. El 1404 ja apareix citat aquest indret documentalment. El 1417 ja hi funcionava un ferri. Es transportava el plom de les seves mines. El 1897 s'hi va construir una central hidroelèctrica que proporcionava electricitat a les ciutats de Gdańsk i Wrzeszcz.
En els darrers mesos de la Segona Guerra Mundial l'illa, les seves construccions i les seves indústries, van patir danys greus, però ja l'agost de 1945 es va restablir la producció d'electricitat.